# Walter Kaufmann (físico)
Walter Kaufmann (Elberfeld, 5 de junho de 1871 — Freiburg im Breisgau, 1 de janeiro de 1947) foi um físico alemão.
É conhecido por sua primeira comprovação experimental da dependência da massa em função de sua velocidade, que foi uma contribuição fundamental para o desenvolvimento da física moderna, incluindo a relatividade restrita.

## Vida
Em 1890/1891 estudou engenharia mecânica nas universidades técnicas de Berlim e Munique, e desde 1892 estudou física nas universidades de Berlim e Munique, obtendo o doutorado em 1894. A partir de 1896 trabalhou como assistente nos institutos de física das universidades de Berlim e Göttingen. Kaufmann habilitou-se em 1899 e tornou-se professor extraordinário de física da Universidade de Bonn. Após nova atividade no instituto de física da Universidade de Berlim, foi eleito professor ordinário de física experimental e chefe do instituto de física da Universidade de Königsberg, onde permaneceu até aposentar-se, em 1935. Foi depois professor visitante da Universidade de Freiburg.

## Medições da massa em função da velocidade
Seu trabalho inicial (1901-1903) confirmou pela primeira vez que a massa eletromagnética depende da velocidade do elétron (posteriormente denominada massa relativística. Contudo, suas medições não foram precisas o suficiente para distinguir entre a teoria do éter de Lorentz e a teoria de Max Abraham.
No final de 1905 realizou experimentos com maior precisão, sendo o primeiro a discutir a teoria da relatividade restrita de Albert Einstein e argumentou que embora a teoria de Einstein seja baseada em condições completamente diferentes e seja logicamente mais aceitável, a mesma é observacionalmente equivalente à teoria de Lorentz, referindo-se a ela como a teoria de "Lorentz-Einstein". É notável o fato de Kaufmann ter interpretado os resultados de suas experimentos como uma confirmação da teoria de Abraham, e uma refutação do princípio da relatividade de Lorentz-Einstein, que por alguns anos determinou a grande contrariedade às teorias de Lorentz e Einstein. Contudo, os resultados de Kaufmann foram criticados por Max Planck e Adolf Bestelmeyer em 1906. Assim, físicos tais como Alfred Bucherer (1908), Günther Neumann (1914) e outros, repetiram aqueles seus experimentos e chegaram a resultados que aparentemente confirmavam a teoria de "Lorentz Einstein" e desaprovavam a teoria de Abraham. Contudo, foi posteriormente ressaltado que os experimentos de Kaufmann-Bucherer-Neumann após 1904 também não eram precisos o suficiente para distinguir as duas teorias.
No entanto, este problema ocorreu somente para este tipo de experimentos. As investigações da estrutura fina das linhas de hidrogênio em 1917 forneceram uma confirmação clara da fórmula de Lorentz-Einstein, e a refutação da teoria de Abraham.

## Publicações
- Kaufmann, W. (1901), «Die Entwicklung des Elektronenbegriffs», Physikalische Zeitschrift, 3 (1): 9–15
- —— (1901), «Die magnetische und elektrische Ablenkbarkeit der Bequerelstrahlen und die scheinbare Masse der Elektronen», Göttinger Nachrichten (2): 143–168
- —— (1902), «Über die elektromagnetische Masse des Elektrons», Göttinger Nachrichten (5): 291–296
- —— (1902), «Die elektromagnetische Masse des Elektrons», Physikalische Zeitschrift, 4 (1b): 54–56
- —— (1903), «Über die "Elektromagnetische Masse" der Elektronen», Göttinger Nachrichten (3): 90–103
- —— (1905), «Über die Konstitution des Elektrons», Sitzungsberichte der Königlich Preussischen Akademie der Wissenschaften (45): 949–956
- —— (1906), «Über die Konstitution des Elektrons», Annalen der Physik, 19 (3): 487–553, Bibcode:1906AnP...324..487K, doi:10.1002/andp.19063240303